# Браун, Михаил Александрович
Михаил Александрович Браун — российский учёный в области теоретической физики, заведующий кафедрой физики высоких энергий и элементарных частиц Санкт-Петербургского университета (1993—2013).

## Биография
Родился 11 февраля 1935 года в Ленинграде. Житель блокадного Ленинграда.
Окончил физический факультет ЛГУ (1957) и аспирантуру при кафедре теоретической физики (1960). Работал там же: ассистент (1960—1964), старший научный сотрудник НИИ физики (1964—1972), с 1972 года — профессор, с 1993 по 2013 год — заведующий кафедрой физики высоких энергий и элементарных частиц.
В 1961 году под руководством Ю. В. Новожилова защитил в ЛГПИ им. А. И. Герцена кандидатскую (тема «Дейтрон в модели облаченных частиц»), в 1969 году — докторскую диссертации (тема «Составные частицы в квантовой теории поля»). В 1974 году утверждён в звании профессора.

## Семья
- Отец — Александр Давидович Браун, окончил Ленинградский медицинский институт, заведовал лабораторией в Институте цитологии Академии наук СССР.
- Мать — Анна Михайловна Алексеева, окончила Ленинградский медицинский институт, заведовала там же кафедрой биохимии.
- Брат — Браун, Пётр Александрович, физик-теоретик, доктор физико-математических наук, профессор.
- Жена — Галина Ароновна Браун.

## Научная деятельность
Читал курсы лекций «Квантовая механика», «Квантовая теория рассеяния», «Физика элементарных частиц», «Квантовая электродинамика», «Теория сильных взаимодействий», «Квантовая хромодинамика», «Применение методов квантовой теории поля к проблемам многих тел».
Под его руководством защищено 19 кандидатских диссертаций, 7 его учеников стали докторами наук. Среди них Л. Н. Липатов, А. Н. Васильев, Е. Н. Левин, А. Г. Изергин, М. И. Эйдес, Дж. П. Вакка, Н. Арместо.
Автор более 200 научных работ в области квантовой теории поля, теории элементарных частиц и их взаимодействий, в том числе монографии «Релятивистская теория атома» и учебника на испанском языке «Квантовая физика».
Индекс Хирша — 47.

### Сочинения
- Физика на пороге новых открытий / [М. А. Браун, Ю. А. Яппа, А. Н. Козырев и др.]; ЛГУ. — Л.: Изд-во ЛГУ, 1990. — 317, [1] с. — ISBN 5-288-00411-0.

## Награды и звания
В 1999 году присвоено звание заслуженного деятеля науки РФ, а в 2009 году — почётного работника высшей школы РФ. Почётный профессор СПбГУ (2014). В 2022 году награждён премией им. В. А. Фока за выдающиеся работы в области теоретической и математической физики.